# Bahadur Shah II

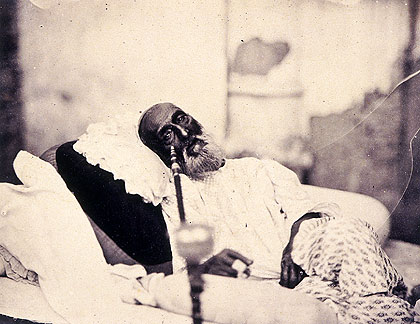
Bahadur Shah II

Bahadur Shah II, född 1775, död 1862, var en indisk stormogul med regeringstid 1837-1857. 
Bahadur Shah var fullkomligt maktlös som furste och i praktiken inte mer än en marionett för Brittiska Ostindiska Kompaniet. Sedan bland annat Sepoyupproret 1857 föranlett brittiska parlamentet att frånta Ostindiska Kompaniet dess rättigheter i Indien, och istället ställa de brittiska besittningarna i landet direkt under den brittiska kronan, fann sig Bahadur Shah avsatt samt åtalad och dömd för delaktighet i upproret. Straffet blev 1859 förvisning till staden Rangoon i Burma för resten av hans liv. 
Han var gift med Zeenat Mahal.